# Ptychomitrium subcrispatum
Ptychomitrium subcrispatum là một loài rêu trong họ Ptychomitriaceae. Loài này được Thér. & P. de la Varde mô tả khoa học đầu tiên năm 1918.